# Old Rag Mountain
 (mai 2020).
Old Rag Mountain est un sommet des montagnes Blue Ridge, aux États-Unis. Il culmine à 996 mètres d'altitude dans le comté de Madison, en Virginie. Il est protégé au sein du parc national de Shenandoah, dont il constitue une attraction majeure pour les randonneurs.